# 桂楽珍
桂 楽珍（かつら らくちん、1962年4月26日 - ）は、日本の落語家。本名は中山 行治（なかやま ゆきはる）。出囃子は『ワイド節』
。吉本興業所属。上方落語協会会員。鹿児島県大島郡天城町（徳之島）出身。

## 来歴
徳之島で生まれ育ち、子供のころ河童と相撲をとったことがあると自称している。
鹿児島県立徳之島高等学校卒業後、一度は和歌山県で就職するも桂文珍「ヤングおー!おー!」や「花王名人劇場」での「老婆の休日」を聴いて落語に興味を持つ。1982年4月10日に桂文珍に入門。文珍の一番弟子となった。弟子入りを申し込む際、あまりの緊張からか出身の徳之島の方言で一方的にまくし立ててしまい、意思が全く伝わらなかったという。その際文珍は「いつ日本にお越しですか?」と切り返した。
「ザ・パンダ」メンバーの弟子というつながりを持つ月亭かなめ（現在は銀河亭かなめ…八方門下）、林家染八（後の5代目林家小染…4代目小染門下）、桂きん太郎（4代小文枝門下）とともに、「DCブランド」というユニットを組んでいた。

## 人物
祖母には100歳を超える長寿の「カナブンさん」（父方）・「ウシさん」（母方）がおり、噺でときどきネタにされる。家族構成は6人兄弟である。母親は師匠・文珍のことを当初「親方」と呼んだ（2007年3月17日NHKの大相撲放送席でゲストの文珍談）。
妻とは一度離婚歴がある。保証人を引き受けたことが原因で借金が重んで自己破産し、妻子を苦しめたくないという理由で離婚した。成長した娘が後押しして復縁した。初婚時にもうけた男子は、2008年に高砂部屋に入門して「朝山下智徳」を名乗った（2009年初場所限りで引退）。
NHK連続テレビ小説「まんてん」の方言指導も務めた。
格闘技ファン（特に大相撲）で、趣味は三線の演奏。

## 得意ネタ
「子ほめ」「相撲場風景」「手水廻し」他に創作落語の「徳之島からオガメーラ」がある。

## 受賞歴
- 1993年：ギャラクシー賞演芸部門
- 2001年：「第10回バケツ稲づくりコンテスト」個人の部特別賞

## 著書
- 『楽珍の禁断絵日記+―金はないけど愛がある!』ぶんか社、2009年7月、ISBN 978-4821142521

## 出演

### ラジオ
- 〜土曜おはようワイド〜文珍のおもしろラジオ（朝日放送ラジオ）
- OBCヤングラジオ（ラジオ大阪）

### 映画
- ラブドール（2007年7月7日公開、中田カウス監督）